# Enzo Trossero
Enzo Héctor Trossero (Esmeralda, 1953. május 23. –) argentin válogatott labdarúgó, edző. 

## A válogatottban
1977 és 1985 között 27 alkalommal szerepelt az argentin válogatottban. Részt vett az 1982-es világbajnokságon és az 1983-as Copa Américan.

## Sikerei, díjai

### Játékosként
Independiente
- Argentin bajnok (3): Nacional 1977, Nacional 1978, Metropolitano: 1983
- Copa Libertadores (1): 1984
- Interkontinentális kupa győztes (1): 1984

Nantes
- Francia bajnok (1): 1979–80

### Edzőként
Sion
- Svájci bajnok (1): 1990–91
- Svájci kupa (1): 1990–91

,Deportivo Municipal
- Guatemalai bajnok (6): 2003, Apertura, 2004 Apertura, 2005 Apertura és Clausura, 2006 Apertura és Clausura